# Ubarrundia
Ubarrundia era un municipio español que estaba situado en la provincia de Álava (País Vasco) España.

## Etimología
Etimológicamente su nombre proviene del euskera y significa probablemente el sitio con abundancia de aguas torrenciales. Curiosamente fue el lugar elegido para la construcción del pantano de Ullíbarri-Gamboa.

## Subdivisiones
El municipio estaba formado por cinco pueblos, que a su vez formaban concejos, y tres despoblados:

### Concejos
- Betolaza.
- Ciriano, (en euskera y oficialmente Ziriano).
- Landa.
- Luco,  (en euskera y oficialmente Luko).
- Ullívarri-Gamboa.

### Despoblados
- Arzamendi (en euskera y oficialmente Artzamendi)
- Bagoeta
- Guernica (en euskera y oficialmente Gernika)

Guernica se despoblaría probablemente ya en el siglo XIV. Bagoeta quedó convertido en mortuorio antes de finales del siglo XV. Arzamendi sobrevivirá algunos siglos como barrio de Luco y unido a este formando un mismo concejo. Sin embargo para la segunda mitad del siglo XIX ya no quedará rastro de la ermita de Arzamendi.

## Historia
Ubarrundia aparece mencionado por primera vez en 1025 en el Cartulario de San Millán. Se ha solido escribir en el pasado también como Hubarundia y Ubarundia. Surgió en la Edad Media como una hermandad de las cinco aldeas mencionadas anteriormente, que en el siglo XIX se transformó en municipio a raíz de las reformas administrativas. Perteneció a la Cuadrilla de Mendoza y al señorío de los Duques del Infantado.
Ubarrundia aparece mencionado por primera vez en la Reja de San Millán, un documento de 1025 que describe los diezmos que las aldeas alavesas pagaban al Monasterio de San Millán de la Cogolla. En dicho documento Ubarrundia figuran como uno de los alfoces o distritos en los que se dividía la Álava medieval.
Según dicho documento, Ubarrundia era bastante más extensa en aquel entonces de lo que fue más tarde. Comprendía las siguientes aldeas (entre paréntesis el nombre que reciben en el documento):
| - Amárita (Hamarita) - Bagoeta - Betolaza (Betellogaha) - Ciriano (Seriano) - Elosu (Elhosu) |  | - Gamarra Mayor (Gamarra Maior) - Gamarra Menor (Gamarra Minor) - Guernica (Gernica) - Gojáin (Goiahen) - Luco (Lucu et Arzamendi) |  | - Miñano Mayor (Menganogoien) - Miñano Menor (Mengano) - Navarrete - Retana (Erretana) - Ullíbarri-Gamboa (Hurribarri) |  | - Urbina (Urbina et Angellu) - Urrúnaga (Hurnaga) |

En el siglo XII el municipio, aparece formando parte de la Cofradía de Arriaga, señorío jurisdiccional que agrupa la mayor parte de Álava bajo el señorío de los Mendozas, formando parte de la Cofradía de Arriaga. D. Diego Hurtado de Mendoza y su hijo D. Gonzalo Yáñez de Mendoza asistieron como cofrades a la junta de la Cofradía el 2 de abril de 1332 en la que, previo acuerdo con el rey Alfonso XI de Castilla, pasaron a depender del rey castellano. En dicha junta se acordó también la cesión por parte de la Cofradía a la villa de Vitoria y consiguientemente al Realengo de 41 aldeas. Entre ellas se encontraban Amárita, Gamarra Mayor, Gamarra Menor, Miñano Mayor, Miñano Menor y Retana, pertenecientes a Ubarrundia.
Un año más tarde, en 1333, el mismo Alfonso XI funda Villarreal de Álava y agrega a su jurisdicción las aldeas más norteñas del municipio: Elosu, Gojaín, Nafarrate, Urbina y Urrúnaga.
El señorío de los Mendoza, Duques del Infantado desde el siglo XV, se ejerció sobre estas hermandades hasta mediados del siglo XIX. Los Duques elegían a un Gobernador y alcalde ordinario quienes decidían en primera instancia en todos los problemas; residieron primero en la torre de Mendoza y después en Foronda donde también se hallaba la cárcel y la audiencia para los juicios.

## Demografía
| Gráfica de evolución demográfica de Ubarrundia entre 1842 y 2021 |
| |
| º Entre el censo de 1930 y el anterior, este municipio desaparece porque se agrupa en el municipio 01008 (Arrazua Ubarrundia) Población de derecho según los censos de población del INE. Población de hecho según los censos de población del INE. Población según el padrón municipal de 2021 del INE. |

| Gráfica de evolución demográfica de Ubarrundia entre 1802 y 2017 |
| |
| Población de derecho (1802-1920), según los censos de población de la Enciclopedia Auñamendi. población residente (2000-2017) según los censos de población del INE. (Supuesto demográfico si el municipio todavía existiera). |